# Índice de Theil
O Índice de Theil é uma medida estatística da distribuição de renda. O índice de Theil é dado pelo logaritmo neperiano da razão entre as médias aritméticas e geométricas da renda familiar per capita média. Se a razão entre as médias for igual a 1, Theil será igual a zero, indicando perfeita distribuição. Quanto maior a razão entre as médias, maior será o valor para o índice de Theil, e pior será a distribuição de renda 
O índice de Theil é dado pela seguinte formula: Theil = 1 - exp(-R). Este valor esta entre 0 e 1 e quanto maior este valor, pior a distribuição. O Índice de Theil, calculado por Theil em 1967 , é baseado no conceito de entropia de uma distribuição. Entre suas qualidades enumeram-se que é simétrico (tem a propriedade de invariância em caso de permuta de indivíduos), é invariante à replicação (é independente de replicações de população), independente da média (tem a propriedade de ser invariante em caso de alteração da escala da renda), e satisfaz o Princípio de Pigou-Dalton (a desigualdade cresce como resultado de transferências regressivas). Inclusive países do G8+5, como Estados Unidos estão sendo descritos como altamente desiguais.

## Matemática
As fórmulas  para os indices T e L são
{\displaystyle T_{T}={\frac {1}{N}}\sum _{i=1}^{N}\left({\frac {x_{i}}{\overline {x}}}\cdot \ln {\frac {x_{i}}{\overline {x}}}\right)}
{\displaystyle T_{L}={\frac {1}{N}}\sum _{i=1}^{N}\left(\ln {\frac {\overline {x}}{x_{i}}}\right)}
onde {\displaystyle x_{i}} é a renda da {\displaystyle i}-ésima pessoa, {\displaystyle {\overline {x}}={\frac {1}{N}}\sum _{i=1}^{N}x_{i}} é a renda média, e {\displaystyle N} é a quantidade de pessoas.  O primeiro termo dentro da soma pode ser considerada a fatia do indivíduo na renda agregada, e o segundo termo indica a renda desta pessoa em relação à média. Se todos os indivíduos tiverem a mesma renda - ou seja, na média - o índice é 0. Se uma pessoa tem toda a renda, o índice é {\displaystyle lnN}.
O índice de Theil é derivado da medida de entropia de uma distribuição de Claude Shannon. Se é o T é o Índice de Theil, e S é a medida de entropia de uma distribuição de Claude Shannon 
{\displaystyle T=\ln(N)-S.\,}